# Вронских, Михаил Дмитриевич
Михаил Вронских (рум. Mihail Vronschih; 25 июля 1941, Паланка, Оланештский район, МССР, СССР) - член-корреспондент Академии наук Молдовы, доктор биологических наук.

## Образование
- 1959—1964 гг.— учёба в Кишинёвском сельскохозяйственном институте;
- 1968—1971 гг.— учёба в аспирантуре Всесоюзного научно-исследовательского института защиты растений, г. Ленинград;
- 1996—2007 гг. — преподаватель Днестровского института экономики и права, г. Бельцы;
- 1997 г. — учёба в Международной школе агробизнеса при Канзасском университете, США.

## Профессиональная карьера
- 1964 г. — главный агроном колхоза им. Суворова, Чадыр-Лунгского района;
- 1965—1968 гг. — преподаватель кафедры защиты растений Кишинёвского сельскохозяйственного института (КСХИ);
- С 1971 г. — заведующий отделом защиты растений НИИ полевых культур «Селекция»;
- 1976—1993 гг. — заместитель генерального директора НПО «Селекция», г. Бельцы;
- 1993—1999 гг. — генеральный директор НПО «Селекция», г. Бельцы;
- 1999—2000 гг. — префект Бельцкого уезда.
- С 1999 г. — вице-председатель республиканской ассоциации «Униагропротект».
- 2000—2004 гг. — директор-координатор программ развития агропромышленного комплекса Бельцкого уезда;
- С 2001 года — исполнительный директор ассоциации сельскохозяйственных производителей северного региона Молдовы;
- 2008—2009 гг. — профессор Факультета Естествознания и агроэкологии, Бельцкого госуниверситета им. А. Руссо.

## Ученые степени и звания
- 1971 г. — кандидат биологических наук;
- 1991 г. — доктор биологических наук;
- 1995 г. — член-корреспондент Академии наук Молдовы.

## Награды
- 1985 г. — кавалер ордена «Знак Почёта»;
- 1990 г. — лауреат государственной премии по науке и технике;
- 1991 г. — заслуженный работник сельского хозяйства Молдовы;
- 1994 г. — профессор, кавалер ордена Республики.